# Vadim Bogiyev
Vadim Bogiyev est un lutteur russe spécialiste de la lutte libre né le 27 décembre 1970 à Moscou.

## Biographie
Lors des Jeux olympiques d'été de 1996, il remporte le titre olympique en combattant dans la catégorie des -68 kg. Il est sacré champion d'Europe en 1995 et 1996 en -68 kg.